# Adriaan Pauw (1585-1653)
Adriaan Pauw, ridder, heer van Heemstede, Hoogersmilde, Bennebroek, Nieuwerkerk etc. (Amsterdam, 1 november 1585 – Den Haag, 21 februari 1653) was raadpensionaris van Holland van 1631 tot 1636 en nog eens van 1651 tot 1653. Hij maakte deel uit van de oorspronkelijk Goudse patriciërgeslacht Pauw.

## Familie
Pauw werd geboren in een rijke handelsfamilie. Hij studeerde rechten aan de universiteit van Leiden. In 1606 trad hij in het huwelijk met Anna Seys. Uit dit huwelijk werden twee kinderen geboren, waaronder Nicolaas Pauw. Na het overlijden van Anna Seys op 1 mei 1607 hertrouwde Pauw op 7 februari 1610 met Anna van Ruytenburgh. Zij was de dochter van Pieter Gerritsz Ruytenburgh en Aeltje Pietersdr.
Uit zijn tweede huwelijk zijn zes kinderen geboren, waaronder Adriaen Pauw (1622-1697). Pauw ligt begraven in de grafkelder van de door hem gestichte Oude (Hervormde) Kerk te Heemstede. Zijn praalgraf, vermoedelijk vervaardigd door Amsterdamse bouwmeester Hendrick de Keyser, is kortgeleden gerestaureerd.

## Politieke carrière
Hij volgde zijn vader Reinier op als pensionaris van Amsterdam van 1611 tot 1627. In 1612 was hij met zijn broer Michiel een van de investeerders die de veenwinning in Drenthe ter hand namen met het graven van de Smildervaart. In 1627 werd hij Rekenmeester van Holland en West-Friesland te Den Haag, een functie die hij vervulde tot 1652. In 1631 werd hij als raadpensionaris van Holland aangewezen. De Tachtigjarige Oorlog was nog altijd aan de gang en Pauw, die tot de gematigde vleugel van Hollandse kooplieden behoorde, wilde net als het gewest Holland en de stad Amsterdam wel vrede sluiten met het Spaanse rijk, maar vooral radicale calvinisten dachten daar anders over. Nu de Republiek als protestantse mogendheid op eigen benen stond, meenden zij dat het verdrijven uit de Zuidelijke Nederlanden van de Spanjaarden, en daarmee van het katholicisme, haalbaar was. Frederik Hendrik zond Pauw samen met Johan de Knuyt naar Frankrijk om een alliantie te sluiten tegen Spanje. Pauw accepteerde deze beslissing en sloot een verbond, het verdrag van Parijs met Frankrijk. Adriaan Pauw trad in 1636 af en werd opgevolgd door zijn voorganger Jacob Cats.
Pauw stond weliswaar niet formeel, maar wel in de praktijk aan het hoofd van de Nederlandse delegatie die van 1646 tot 1648 in Münster onderhandelde over het einde van de Tachtigjarige Oorlog bij de Vrede van Münster. In 1651 werd hij opnieuw raadpensionaris, ook al was de meerderheid van de oppositie tegen hem. Hij probeerde nog in 1652 een oorlog met Engeland te voorkomen, maar de Eerste Engelse Oorlog brak op 29 mei van dat jaar toch uit; het einde daarvan in 1654 heeft hij niet meer meegemaakt. Bij zijn overlijden werd hij opgevolgd door Johan de Witt.

## Slot Heemstede en Pauw als verzamelaar

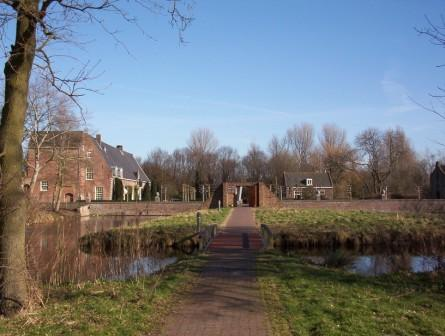
Het Oude Slot van Heemstede.

In 1620 kocht hij de heerlijkheid Heemstede en mocht zich daarna Heer van Heemstede noemen. In totaal verwierf hij 9 (ambachts)heerlijkheden (o.a. een in Hoogersmilde in 1634), reden waarom men in de 17e eeuw wat smalend van een "pauwenstaart" sprak.

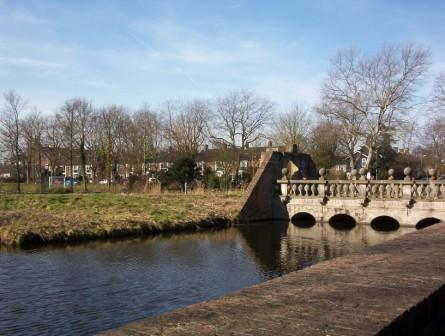
Pons Pacis bij het Oude Slot van Heemstede.

Hij herstelde en verfraaide het laatmiddeleeuwse Huis te Heemstede (het Oude Slot) tot een lusthof. Vanwege de Vrede van Münster liet hij kort voor 1648 de "Pons Pacis" ofwel "Vredesbrug" bouwen, welke nog staat. Het slot zelf is in 1810 afgebroken.

Adriaan Pauw was een groot verzamelaar van beelden, kunst en curiosa, echter vooral van wapens (tot de afbraak van het slot tentoongesteld in de grote wapenzaal) en boeken. Zijn Bibliotheca Heemstediana, met uiteindelijk meer dan 16.000 boektitels, groeide uit tot de grootste van Nederland in die tijd. De erfgenamen hebben getracht deze collectie in haar geheel te verkopen. Toen dat niet lukte, is de collectie in 1656 en 1657 geveild bij Hendrik de Swaeff, gevestigd op de Grote Zaal in Den Haag. Enige tijd geleden is een klein deel van deze boeken teruggevonden in de Herzog August Bibliothek in het Duitse Wolfenbüttel.

Het zuidelijk deel van Heemstede, vanouds Bennebroek geheten, werd afgescheiden en kwam toe aan de jongste zoon Adriaen Pauw (1622-1697), die daarmee Heer van Bennebroek (tevens Schakenbos) werd en in 1670 president werd van het Hof van Holland, Zeeland en West-Friesland, destijds het hoogste rechtscollege.
Gerard Pauw (1615-1676), rekenmeester der Grafelijkheidsdomeinen, volgde hem in 1653 op als ambachtsheer van Heemstede. De heerlijkheid Heemstede zou tot 1793 in het bezit van nazaten Pauw blijven.
Adriaan Pauwjaar
Omdat het in 2020 precies 400 jaar geleden was dat Pauw de Heerlijkheid Heemstede kocht en daarmee het dorp Heemstede op de kaart zette, vierde men in dat jaar in Heemstede het Adriaan Pauwjaar.